# مارك ليون
مارك ليون (1962 - 2018)، هو موظف حكومي سابق عمل في مركز أبحاث أميس التابع لناسا. كان عمله الأساسي في أنظمة التعليم والاتصالات.

## النشأة
نشأ مارك ليون في ضاحية سان خوسيه الشرقية الوعرة إلى حد كبير. وقد بدأ في أساس الأمر يسلك مسارًا أكاديميًا بدرجة طفيفة في حياته حينما بدأ الاختباء في المكتبة ليحتمي من طلاب المدرسة الثانوية الذين كانوا يحاولون أن يوسعوه ضربًا.
وذلك فضلاً عن حضوره في جامعة ولاية سان خوسيه وحصوله على الميدالية الفضية في بطولة الجودو الوطنية الجماعية التي دارت عام 1985 حصل أيضًا على درجة الباكالوريوس في الهندسة الكهربائية.

## عمله في مجال الاتصال
كان لمارك ليون أثناء الثمانينيات من القرن العشرين دور فعال في إنشاء الاتصالات عبر المحيط الأطلسي بين وكالات الفضاء الأمريكية والفرنسية والإنجليزية. وفي التسعينيات من القرن العشرين أكمل أول ارتباط مسموع/مرئي بالقارة القطبية الجنوبية. وكان يُعتقد وقتها أن هذا العمل الفذ يعد أمرًا مستحيلاً.

## الانضمام إلى أولى مسابقات الروبوتات
عمل مارك ليون لعدة سنوات ماضية رئيس تشريفات في كثير من أنشطة مسابقة الروبوتات الأولى أثناء الموسم أو بعده. وقد اشتهر على وجه الخصوص بارتدائه معطف ناسا الأزرق اللامع وصبغ شعره بنفس اللون أثناء هذه الأنشطة.

## مشروع تحالف الروبوتات
في من عام 1998، انتقل مارك للعمل في مشروع تحالف الروبوتات في ناسا أميس. يعمل هذا القسم في المقام الأول في المشاريع التعليمية والتوعية، وقد قدر في عام 2006 أن أكثر من 100.000 طالب في المدارس المتوسطة والثانوية قد استفادوا من هذا المشروع. كما كان مارك يدير أكاديمية أميس للروبوتات في كل صيف.